# Атанасије Цакалов
Атанасије Цакалов (Јањина 1790. - Москва 1851.) је био један од оснивача "Друштва пријатеља" (Филики Хетерије), грчке тајне револуционарне организације против Османског царства.

## Биографија
Цакалов је рођен 1790. године у Јањини, у данашњој Грчкој (тада у саставу Османског царства). У младости је напустио Грчку и живео са својим оцем у Русији. Студирао је у Паризу где је основао Ellinoglosso Xenodocheio, тајну организацију која је подржавала идеју о независној Грчкој. Враћајући се у Русију, у Одеси се упознао са Николаосом Скуфасом и Емануилом Ксантосом. Њих тројица дошли су на идеју о оснивању тајне организације која би припремала терен за независност Грчке. Организација је настала 1814. године, уочи Бечког конгреса, у Одеси. Скуфас је умро јула 1818. године, остављајући Цакалова као једног од двојице лидера организације. Цакалов је узео учешћа у Грчком рату за независност, борећи се као поручник Александроса Ипсилантија, каснијег лидера Хетерије. Умро је у Москви 1851. године.